# Michúrina (Adiguesia)
Michúrina (del ruso: Мичурина) es un pueblo (posiólok) del raión de Maikop en la república de Adiguesia de Rusia. Está 6 km al sureste de Tulski y 17,5 km al sur de Maikop, la capital de la república. Tenía 70 habitantes en 2010
Pertenece al municipio Timiriazevskoye.